# Charles Middleton (Schauspieler)

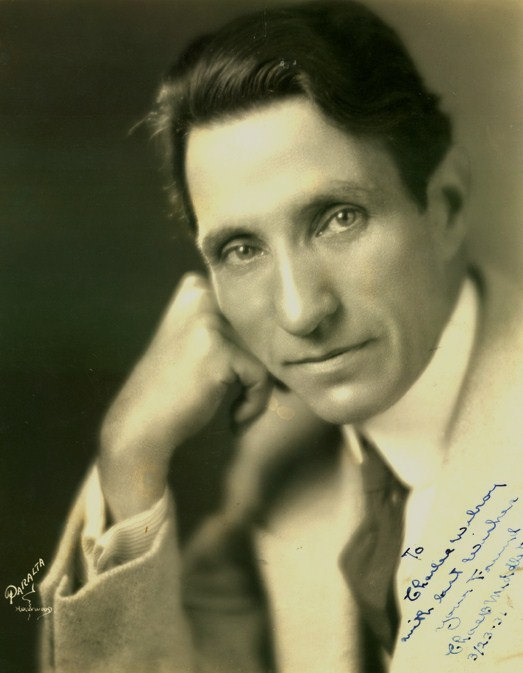
Charles Middleton (1922)

Charles B. Middleton (* 7. Oktober 1874 in Elizabethtown, Kentucky; † 22. April 1949 in Los Angeles, Kalifornien) war ein US-amerikanischer Schauspieler.

## Leben
Charles Middleton, ein Millionärssohn, kam aus reinem Vergnügen zur Schauspielerei. Er arbeitete zunächst in einem Wanderzirkus und als Bühnenschauspieler, ehe er in den 1920er Jahren eine Karriere in Hollywood begann. Mit seiner dunklen Stimme war er in den frühen Tonfilmen der ideale Gegenpart von Komödianten wie Harold Lloyd, Eddie Cantor, Wheeler & Woolsey, Laurel und Hardy sowie der Marx Brothers.
Middletons wohl bekannteste Rolle war die des Kaisers „Ming the Merciless“ („Ming, der Unbarmherzige“) in den drei mehrteiligen Flash-Gordon-Serials Mitte der 1930er Jahre mit Buster Crabbe in der Hauptrolle. Wegen seines höhnischen Grinsens und seiner dröhnenden Stimme wurde er oft in Schurkenrollen eingesetzt, wie zum Beispiel in Over Zealous Preachers, Shyster Lawyers und The Town Leader Whippin. Middleton drehte auch einige Low-Budget-Western und spielte gelegentlich gute Charaktere wie in dem ersten Hoppy-Film Hopalong Cassidy (1935) mit William Boyd. In Strangler of the Swamp (1946) von Frank Wisbar, dem US-Remake des deutschen Films Fährmann Maria vom gleichen Regisseur, war er als Gespenst zu sehen.
Middleton spielte in seiner 30-jährigen Karriere in über 175 Tonfilmen, darunter auch 45 Western. Er lebte mit seiner Frau, der Bühnen- und Filmkollegin Leora Spellman (1888–1945), bis zu deren Tod zusammen. Er starb am 22. April 1949 in Los Angeles an einem Herzinfarkt, sein Grab befindet sich auf dem Hollywood Forever Cemetery.

## Filmografie (Auswahl)
- 1920: Wits vs. Wits
- 1920: The $1,000,000 Reward
- 1922: Serum of Evil
- 1929: Harold, der Drachentöter (Welcome Danger)
- 1931: Eine amerikanische Tragödie (An American Tragedy)
- 1931: The Miracle Woman
- 1931: Alexander Hamilton
- 1931: In der Wüste (Beau Hunks)
- 1931: Safe in Hell
- 1931: Der Mannsteufel (A House Divided)
- 1932: Der Rächer des Tong (The Hatchet Man)
- 1932: Im Zeichen des Kreuzes (The Sign of the Cross)
- 1932: Die Teufelsbrüder (Pack Up Your Troubles)
- 1932: Silberdollar (Silver Dollar)
- 1932: Ein ausgefuchster Gauner (High Pressure)
- 1933: Flucht vor dem Gestern (Pick-Up)
- 1933: Die Marx Brothers im Krieg (Duck Soup)
- 1933: Dr. Bull (Doctor Bull)
- 1933: Die drei Musketiere (The Three Musketeers) (Stimme)
- 1933: Revolution der Jugend (This Day and Age)
- 1933: Destination Unknown
- 1933: Flammenreiter (Sunset Pass)
- 1934: Das Phantom der Revue (Murder at the Vanities)
- 1934: Ein schwerer Junge (The St. Louis Kid)
- 1934: Broadway Bill
- 1935: Dick und Doof als Scheidungsgrund (The Fixer Uppers)
- 1935: Tom Mix, der Wunderreiter (The Miracle Rider)
- 1935: Die öffentliche Meinung (Reckless)
- 1935: Mit Volldampf voraus (Steamboat Round the Bend)
- 1935: Frisco Kid
- 1935: Party Wire
- 1936: Kampf in den Bergen (The Trail of the Lonesome Pine)
- 1936: Texas Rangers
- 1936: Show Boat
- 1936: Flash Gordon (Serial)
- 1937: Die gute Erde (The Good Earth)
- 1937: Das Sklavenschiff (Slave Ship)
- 1937: Schiffbruch der Seelen (Souls at Sea)
- 1937: Maria Walewska (Conquest)
- 1937: Mr. Dodd geht nach Hollywood (Stand-In)
- 1937: The Man Without a Country (Kurzfilm)
- 1938: Jezebel – Die boshafte Lady (Jezebel)
- 1938: Flaming Frontiers
- 1938: Flash Gordon’s Trip to Mars (Serial)
- 1938: Die goldene Peitsche (Kentucky)
- 1939: Der Bandit von Wyoming (Wyoming Outlaw)
- 1939: Black River (Allegheny Uprising)
- 1939: Dick Tracy Returns
- 1939: Der gelbe Kreis (Daredevils of the Red Circle)
- 1939: In den Klauen des Erpressers (Blackmail)
- 1939: Jesse James, Mann ohne Gesetz (Jesse James)
- 1939: Juarez
- 1939: Kettensträfling in Australien (Captain Fury)
- 1939: In der Fremdenlegion (The Flying Deuces)
- 1939: Oklahoma Kid (The Oklahoma Kid)
- 1939: Vom Winde verweht (Gone with the Wind)
- 1939: Way Down South
- 1940: Abe Lincoln in Illinois
- 1940: Früchte des Zorns (The Grapes of Wrath)
- 1940: Flash Gordon Conquers the Universe
- 1940: Goldschmuggel nach Virginia (Virginia City)
- 1940: Charlie Chan auf Kreuzfahrt (Charlie Chan’s Murder Cruise)
- 1940: Treck nach Utah (Brigham Young)
- 1940: Eyes of the Navy (Dokumentar-Kurzfilm)
- 1940: Land der Gottlosen (Santa Fe Trail)
- 1940: Der Tod des alten Zirkuslöwen (Chad Hanna)
- 1941: Überfall der Ogalalla (Western Union)
- 1941: Sergeant York
- 1941: Verfluchtes Land (The Shepherd of the Hills)
- 1941: Die Königin der Banditen (Belle Starr)
- 1941: Main Street on the March! (Kurzfilm)
- 1942: Der wilde Bill (Wild Bill Hickok Rides)
- 1942: Nyoka – Herrin der Beduinen (Perils of Nyoka)
- 1943: Auch Henker sterben (Hangmen Also Die!)
- 1943: Batman und Robin (Batman)
- 1944: Kismet
- 1945: Frühling des Lebens (Our Vines Have Tender Grapes)
- 1945: Der Würger im Nebel (Strangler of the Swamp)
- 1946: Rächer der Unterwelt (The Killers)
- 1947: Endlos ist die Prärie (The Sea of Grass)
- 1947: Jack Armstrong
- 1947: Mit Gesang geht alles besser (Welcome Stranger)
- 1947: Rächer ohne Waffen (Gunfighters)
- 1947: Hyänen der Prärie (Wyoming)
- 1947: Der Weg nach Rio (Road to Rio)
- 1947: The Pretender
- 1947: Die Unbesiegten (Unconquered)
- 1947: Der Weg nach Rio (Road to Rio)
- 1948: Nur meiner Frau zuliebe (Mr. Blandings Builds His Dream House)
- 1948: Gangster der Prärie (Station West)
- 1949: Überfall auf Expreß 44 (The Last Bandit)